# Gabriela Grech
Gabriela Grech Gomendio (Madrid, 5 de diciembre de 1961) es una fotógrafa española, que hasta los 20 años vivió en Larache, Marruecos. Esta etapa de su vida condicionó una parte de su obra autobiográfica recreando vivencias de su infancia.

## Trayectoria profesional
Estudió Ingeniería Técnica Agrícola, pero su interés por la fotografía la llevó a estudiar el oficio en  CEV (Centro especializado en Comunicación, Imagen y Sonido), y trabajar como asistente de diversos fotógrafos.  Paralelamente, participó en numerosos talleres artísticos con algunos de los grandes fotógrafos como: Valentín Vallhonrat, Javier Vallhonrat, Joan Fontcuberta, Manel Esclusa, Eduardo Momeñe, Koldo Chamorro,o Martí Llorens, con ellos pudo desarrollar  sus proyectos fotográficos.
Su trabajo profesional lo inicia en el ámbito editorial: Telva, Vogue, Elle, Marie Claire, AR, Nuevo Estilo, Única, Yo Dona, Fuera de Serie. Posteriormente en publicidad, fotografía industrial, foto-fija, reproducciones para catálogos de arte y diferentes colaboraciones con agencias de comunicación o estudios de diseño.
Imparte cursos y clases magistrales de fotografía, como por ejemplo el máster de Fotografía con Photoespaña

## Exposiciones (selección)

### Individuales
Su trabajo se ha expuesto en distintas muestras individuales  como la exposición celebrada en La Fragua-Tabacalera, con el título Larache/Al-Araich, fue un proyecto promovido por el Ministerio de Cultura Español, el Instituto Cervantes y AECID, con el apoyo de Casa Árabe, Casa Sefarad, Fundación Tres Culturas y Casa Mediterráneo. Itineró en los años 2011-2012 en seis Institutos Cervantes de Marruecos y Fundación Tres Culturas, terminando la itinerancia como colofón en el año 2014 celebrando la exposición en La sala La Fragua de Tabacalera de Madrid.
Instituto Cervantes, Fundación Tres Culturas del Mediterráneo, Archivo del Territorio Histórico de Alava, Galerías Doblespacio de Madrid, Maior de Mallorca, Spectrum de Zaragoza, H2O de Barcelona.

### Colectivas
En instituciones públicas como en la sala de la Comunidad de Madrid en el Canal de Isabel II, Casa de Cultura del Ayuntamiento de Alcobendas,  el Museo Artium de Vitoria, Centro Cultural Montehermoso Palacio de Revillagigedo de Gijón, Museo Vostell de Malpartida, MUSAC de León, PHE14-JardínBotánico de Madrid, Museo Zapadores Ciudad del Arte, Madrid.
Galerías privadas de Fernando Pradilla y Blanca Berlín de Madrid, Full Art de Sevilla, esta exposición titulada espacio-tiempo celebrada el año 2009  junto a Marisa González y José María Mellado.

## Colecciones
Su obra forma parte de relevantes colecciones privadas y públicas, entre otras Fundación La Caixa, Comunidad de Madrid, Museo Artium, Cajastur y Ayuntamiento de Alcobendas.

## Premios
Obtuvo el Premio Creación Artística de la Comunidad de Madrid en 2008, por su proyecto fotográfico  entre la memoria y el presente, ‘Larache/Al-Araich", vinculando la memoria y el presente de esta ciudad que fue protectorado español entre 1911 y 1956.